# Sporosarcina
Sporosarcina ist eine Gattung von Bakterien. Der Name leitet sich vom griechischen Wort spora („Spore“) und dem lateinischen Wort sarcina („Paket“, „Bündel“) ab und bezieht sich darauf, dass diese Bakteriengattung Sporen bildet und auf die typische Anordnung der Zellen. Sporosarcina ist mit der ebenfalls endosporenbildenden Gattung Bacillus verwandt. Die Typusart ist Sporosarcina ureae.

## Merkmale

### Erscheinungsbild
Die Zellen der Arten von Sporosarcina sind grampositiv. Sie sind entweder stäbchenförmig oder kokkoid. Die Zellen liegen wie bei Arten der Gattung Sarcina in einer besonderen Anordnung vor, die durch die Zellteilung bedingt ist. Im lichtmikroskopischen Bild sind würfelförmige Pakete aus acht oder mehr zusammenhängenden Kokken, so genannte Paketkokken oder Sarcinen zu erkennen. Sporosarcina bildet kugelförmige Endosporen. Die Mehrzahl der Arten ist beweglich (motil). Eine Ausnahme ist die Art Sporosarcina soli.

### Wachstum und Stoffwechsel
Alle Arten von Sporosarcina sind heterotroph, sie führen keine Photosynthese durch. Einige Arten sind strikt aerob, d. h. auf Sauerstoff angewiesen. Andere sind fakultativ aerob, sie können auch unter Sauerstoffausschluss leben. Zu letzteren zählen z. B. S. aquimarina, S. globispora und S. pasteurii. Der Katalase- und der Oxidase-Test fällt positiv aus. Stärke kann nicht hydrolysiert werden. Bezüglich der Fähigkeit, Nitrat zu Nitrit zu reduzieren, verhalten sich die Arten von Sporosarcina unterschiedlich.
Die Temperaturen für optimales Wachstum liegen zwischen 20 und 30 °C. Der pH-Wert liegt zwischen 6,5 und 8. So ist bei der Art S. ureae der pH-Wert für bestes Wachstum 7. Die optimale Temperatur für das Wachstum liegt bei dieser Art bei 25 °C. S. ureae gehört zu den Bakterien, die Harnstoff verwerten können, sie verfügt über das Enzym Urease. Bei der Art S. pasteurii erfolgt bestes Wachstum bei 30 °C und pH 9. Die gebildeten Endosporen sind hitzeresistent.

### Chemotaxonomische Merkmale
Die Mureinschicht in der Zellwand enthält die Diaminosäure L-Lysin als diagnostisch wichtige Aminosäure an Position 3 der Peptidbrücke. In der Sporenhülle ist meso-Diaminopimelinsäure enthalten, wobei diese Verbindung nicht in der Zellwand der vegetativen Zellen von Sporosarcina zu finden ist. Das Haupt-Menachinon ist MK-7. Sporosarcina-Arten weisen einen hohen Anteil von verzweigten Fettsäureketten in ihren Membranlipiden auf. Dabei handelt es sich v. a. um die Fettsäure mit der Abkürzung anteiso-C15:0 (anteiso-Pentadecansäure), die neben der Methylgruppe (–CH3), die die Verzweigung darstellt, noch die Besonderheit aufweist, dass sie mit insgesamt 15 C-Atomen zu den ungeradzahligen Fettsäuren gehört. Der GC-Gehalt in der Bakterien-DNA liegt bei 38 bis 42 Mol-Prozent, was der Einordnung in der Abteilung der Firmicutes entspricht und die Verwandtschaft zu Bacillus-Arten bestätigt.

## Systematik
Die Gattung Sporosarcina in der Familie der Planococcaceae wird zu der Ordnung der Bacillales gestellt. Es folgt eine Liste einiger Arten:
- Sporosarcina aquimarina Yoon et al. 2001
- Sporosarcina contaminans Kämpfer et al. 2010
- Sporosarcina globispora (Larkin & Stokes 1967) Yoon et al. 2001
- Sporosarcina koreensis Kwon et al. 2007
- Sporosarcina luteola Tominaga et al. 2009
- Sporosarcina newyorkensis Wolfgang et al. 2012
- Sporosarcina pasteurii (Miquel 1889) Yoon et al. 2001
- Sporosarcina psychrophila (Nakamura 1984) Yoon et al. 2001
- Sporosarcina saromensis An et al. 2007
- Sporosarcina siberiensis Zhang et al. 2014, sp. nov.
- Sporosarcina soli Kwon et al. 2007
- Sporosarcina terrae Sun et al. 2017
- Sporosarcina thermotolerans Kämpfer et al. 2010
- Sporosarcina ureae (Beijerinck 1901) Kluyver & van Niel 1936

In den 1970er Jahren wurde erkannt, dass S. ureae mit Bacillus-Arten, besonders mit Bacillus pasteurii verwandt ist. Die Verwandtschaft wurde 1992 durch genetische Untersuchungen bestätigt, dabei wurde die 16S rRNA, ein für Prokaryoten typischer Vertreter der ribosomalen RNA untersucht. Untersuchungen von Jung-Hoon Yoon u. a. führten 2001 dazu, dass mehrere Bacillus-Arten der Gattung Sporosarcina zugeordnet wurden, dies trifft beispielsweise auf S. pasteurii zu. In der Systematik der Bakterien wurde dies durch Zuordnung zu der gemeinsamen Ordnung Bacillales in der Abteilung der Firmicutes berücksichtigt.
Einige früher der Gattung Sporosarcina zugeordneten Arten wurden zu der Gattung Paenisporosarcina transferiert, z. B. wird die ursprüngliche Art Sporosarcina macmurdoensis Reddy et al. 2003 jetzt als Paenisporosarcina macmurdoensis (Reddy et al. 2003) Krishnamurthi et al. 2009 geführt.

## Ökologie
Viele Arten wachsen auch bei Temperaturen unter 10 °C. So zeigt die Art Sporosarcina psychrophila noch Wachstum bei 4 °C, optimales Wachstum erfolgt bei 25 °C. Auch sind viele Arten halotolerant und zeigen Wachstum in Nährmedien mit einem Gehalt an NaCl (Kochsalz) von 3 bis 15 %. Wie andere endosporendbildende Bakterien kommen auch Sporosarcina-Arten typischerweise im Boden vor. Einige Arten, wie z. B. S. ureae besitzen, wie schon erwähnt, das Enzym Urease und sind somit in der Lage, den im Urin enthaltenen Harnstoff abzubauen. Die Art bildet höchste Populationsdichten in Böden, die Urineinfluss unterliegen. Hierzu zählen z. B. Wiesen, auf denen Kühe gehalten werden. S. ureae spielt somit eine wichtige Rolle im Ökosystem.